# Allium candolleanum
Allium candolleanum — вид трав'янистих рослин родини амарилісові (Amaryllidaceae), ендемік Грузії.

## Поширення
Ендемік Грузії (Абхазія).
Населяє субальпійські та альпійські луки.